# Námořnická knížka

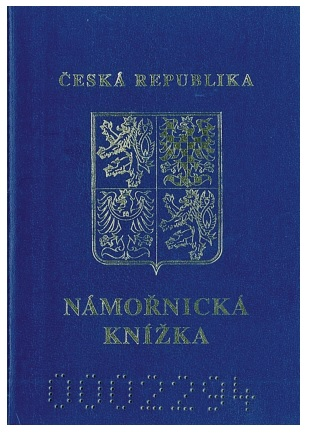
Námořnická knížka podle českého vzoru

Námořnická knížka (anglicky Seaman Service Book, případně Merchant Mariner Credential, německy Seefahrtbuch) je osobním dokladem námořníka, vydávaným podle úmluvy o normách výcviku, kvalifikace a strážní služby námořníků (tzv. STCW úmluva z roku 1978). Je dokladem o jeho totožnosti, kvalifikaci a délce jeho nalodění; bez námořnické knížky nemůže být námořník naloděn.

## Funkce
Do knížky se zapisují zejména údaje o totožnosti držitele námořnické knížky (jméno a příjmení, datum a místo narození, pohlaví, krevní skupina, podpis), údaje o jeho nalodění a údaje o předcházejících naloděních (jméno a volací znak, prostornost, výkon hlavních strojů lodi/lodí, palubní funkce v které je/byl naloděn). V některých zemích - například v Německu až do roku 2007 - platily či platí námořnické knížky jako cestovní doklady.

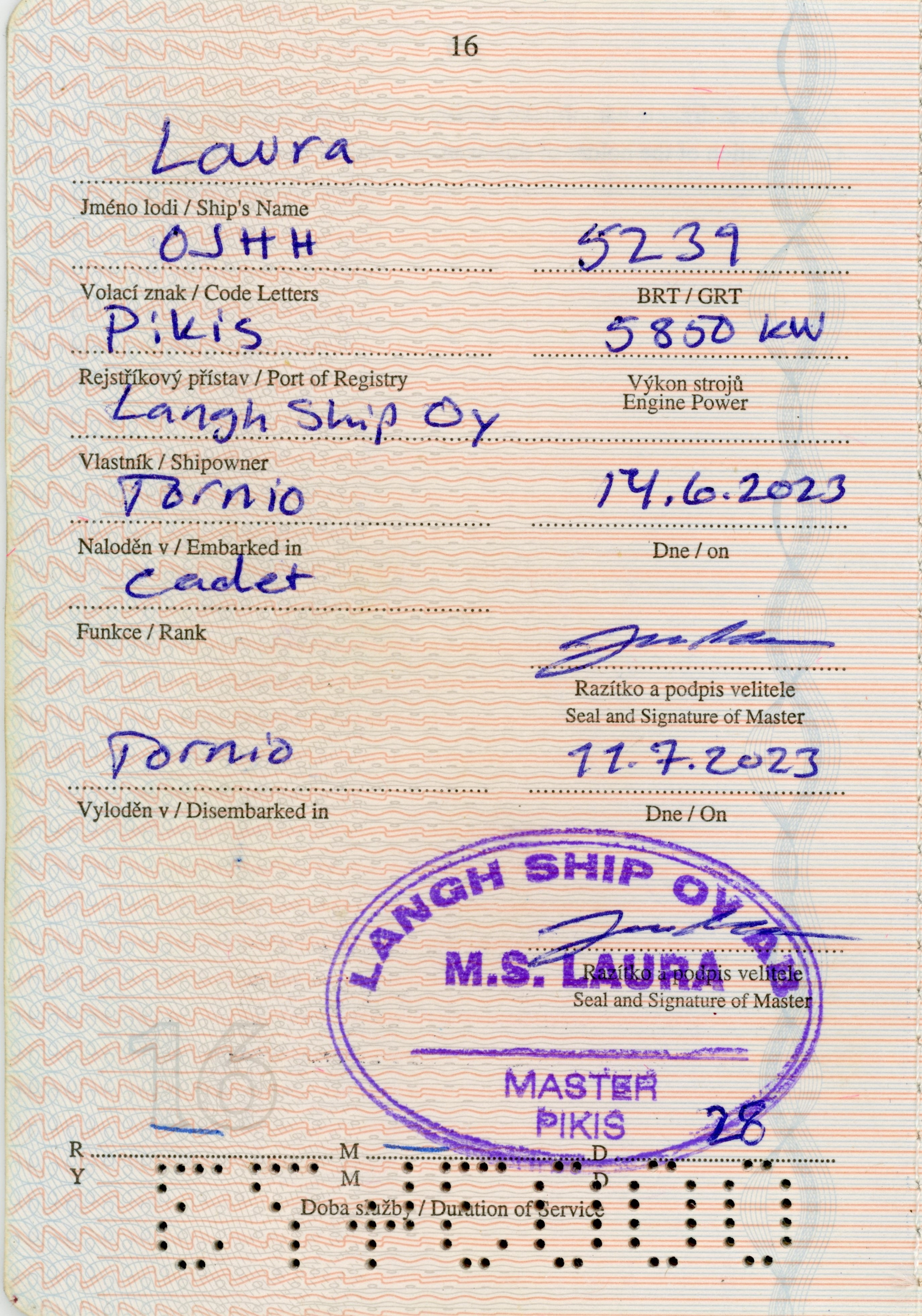
Zápis o plavbě v české námořnické knížce

O vydání námořnické knížky rozhoduje Námořní úřad, kterým je v ČR příslušné oddělení Ministerstva dopravy, a to na žádost občana České republiky, který předloží doklad o tom, že se stane členem posádky lodě nebo že byl členem posádky lodě. Vydání je zpoplatněno částkou 500,- Kč. Námořní úřad může vydat námořnickou knížku občanovi České republiky nejdéle na dobu deseti let. Člen posádky lodě, který není občanem České republiky, musí mít námořnickou knížku jiného státu.

## Galerie

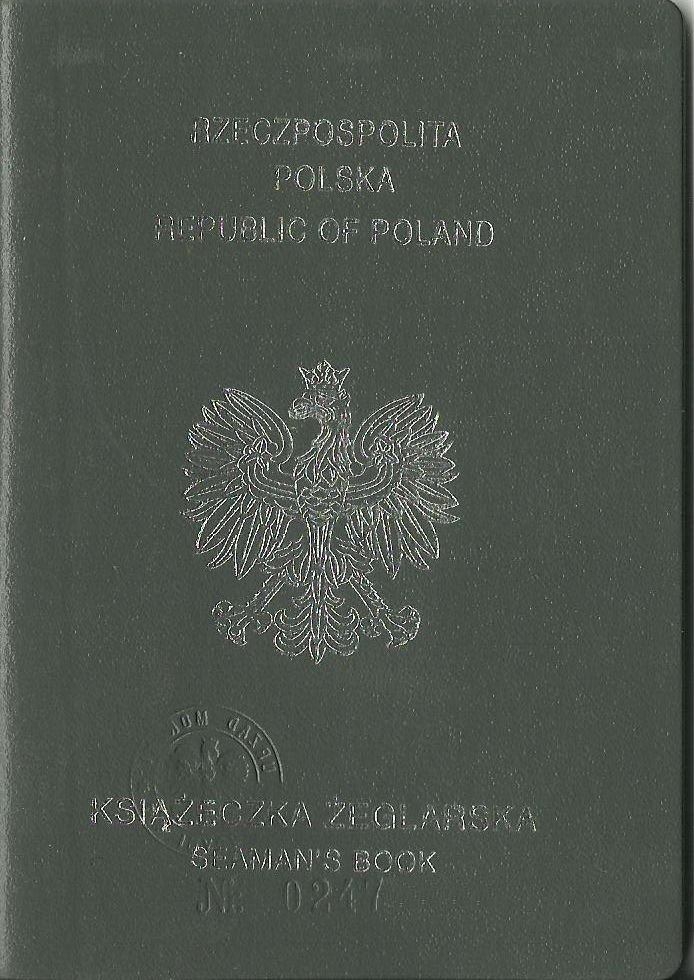
Polská verze
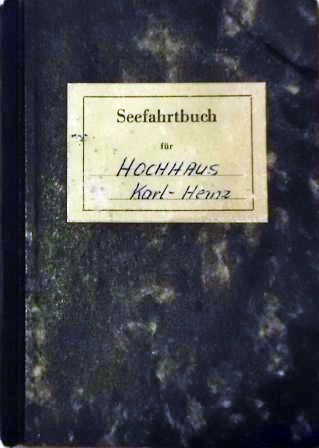
Německá verze
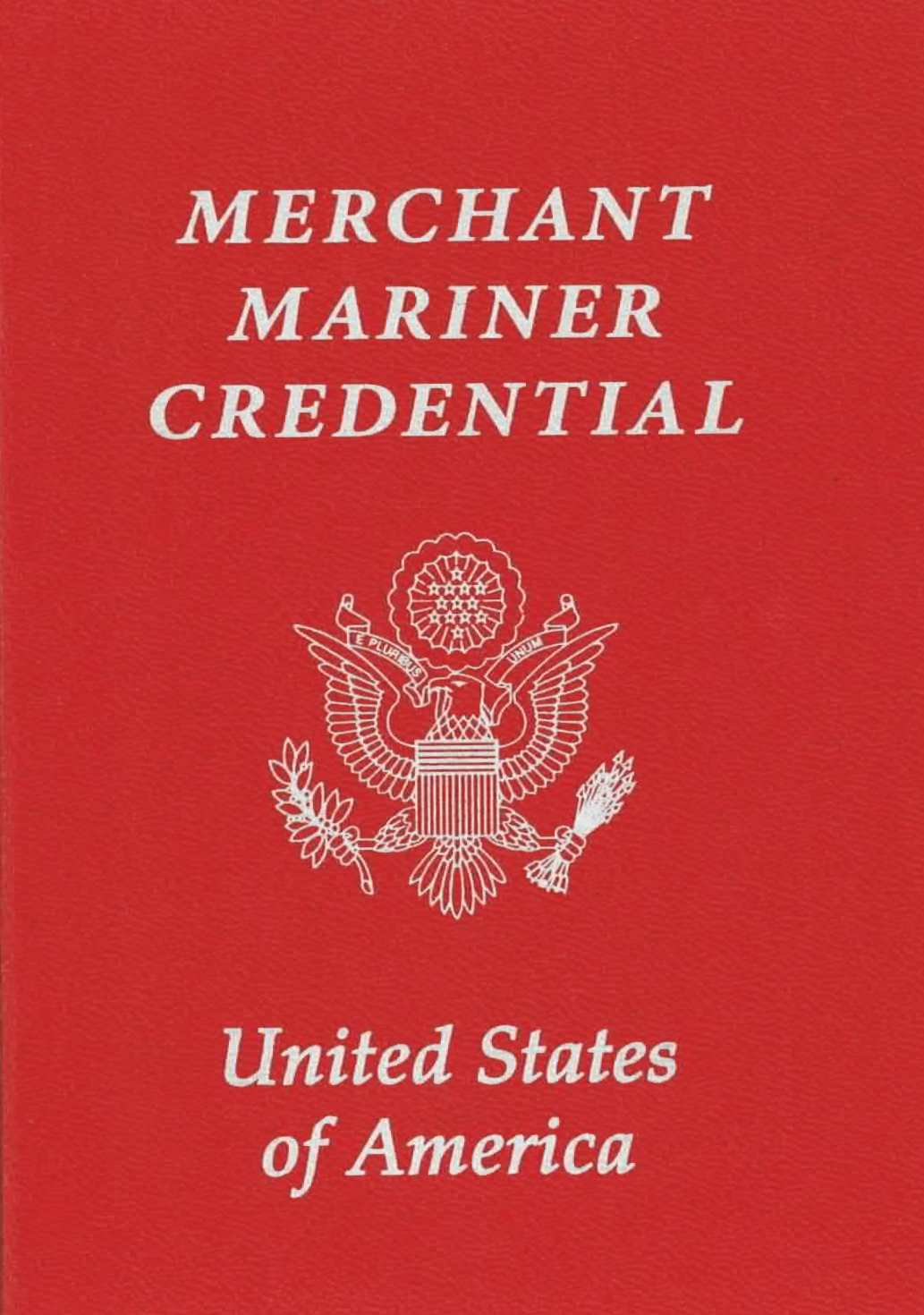
Americká verze
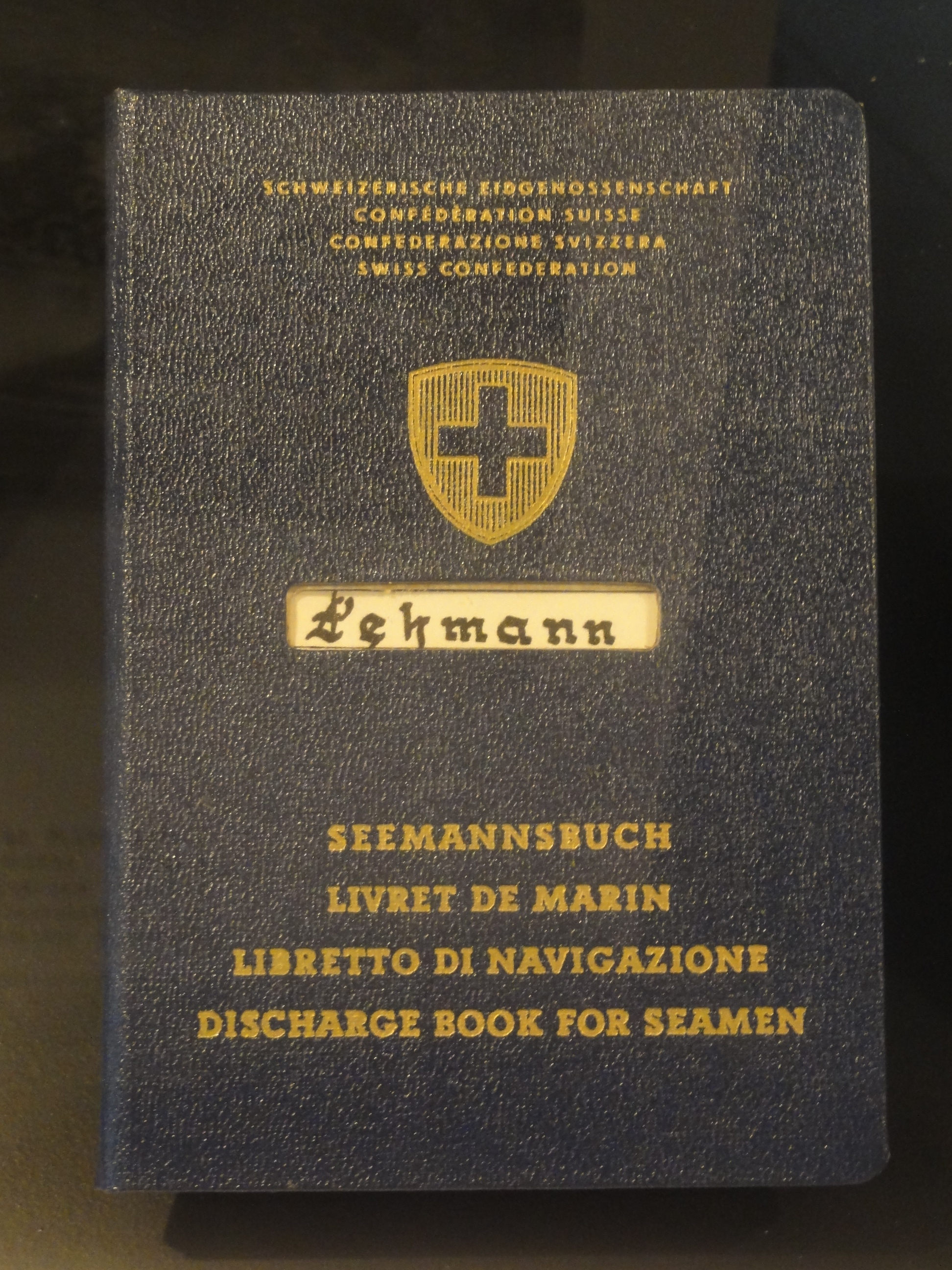
Švýcarská verze
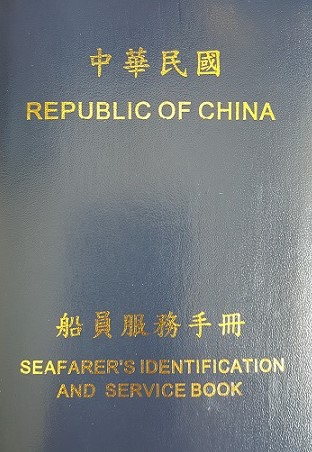
Čínská verze (Tchaj-wan)
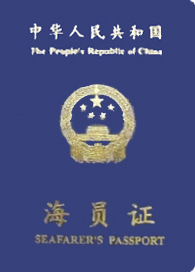
Čínský námořnický pas (ČLR)
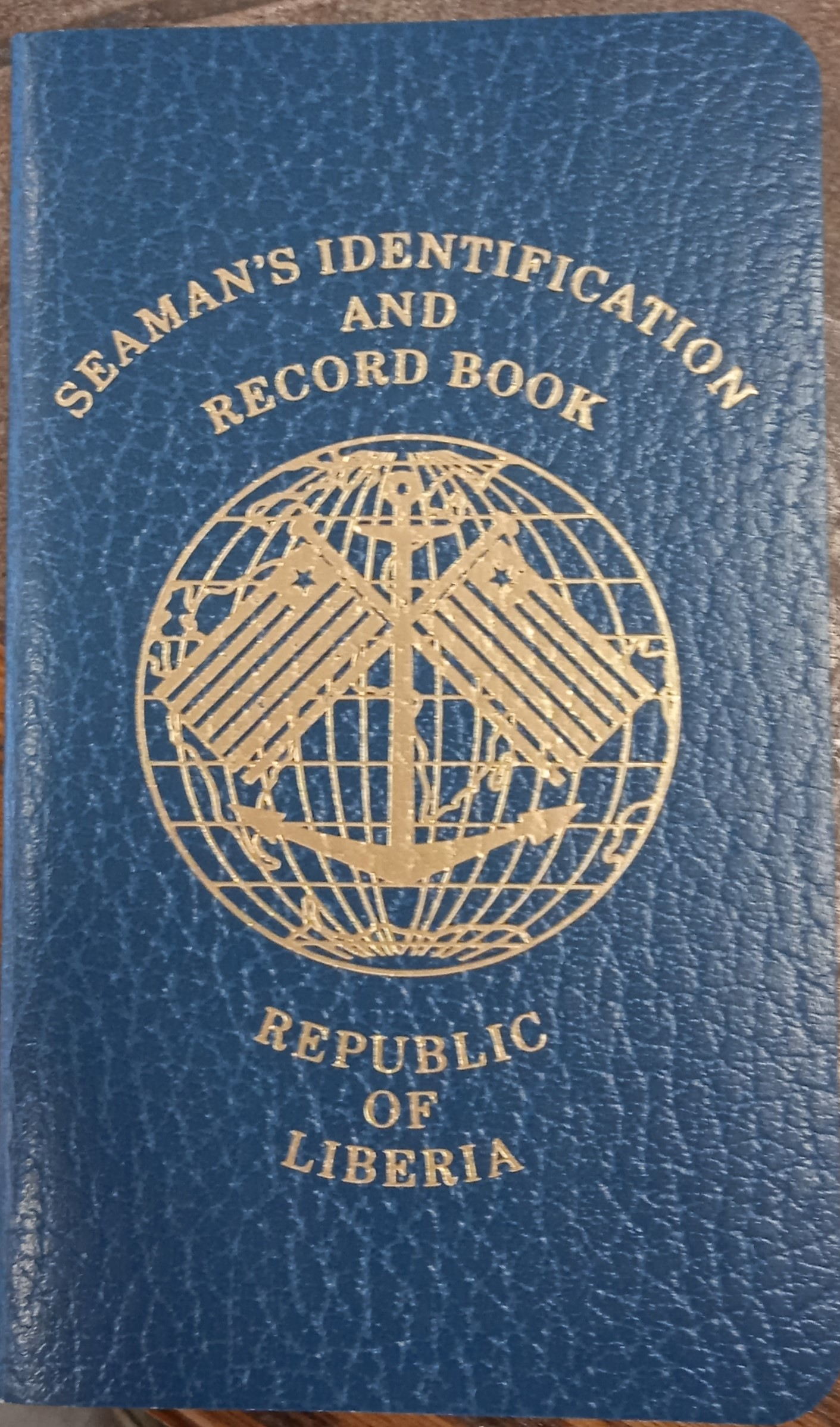
Libérijská verze
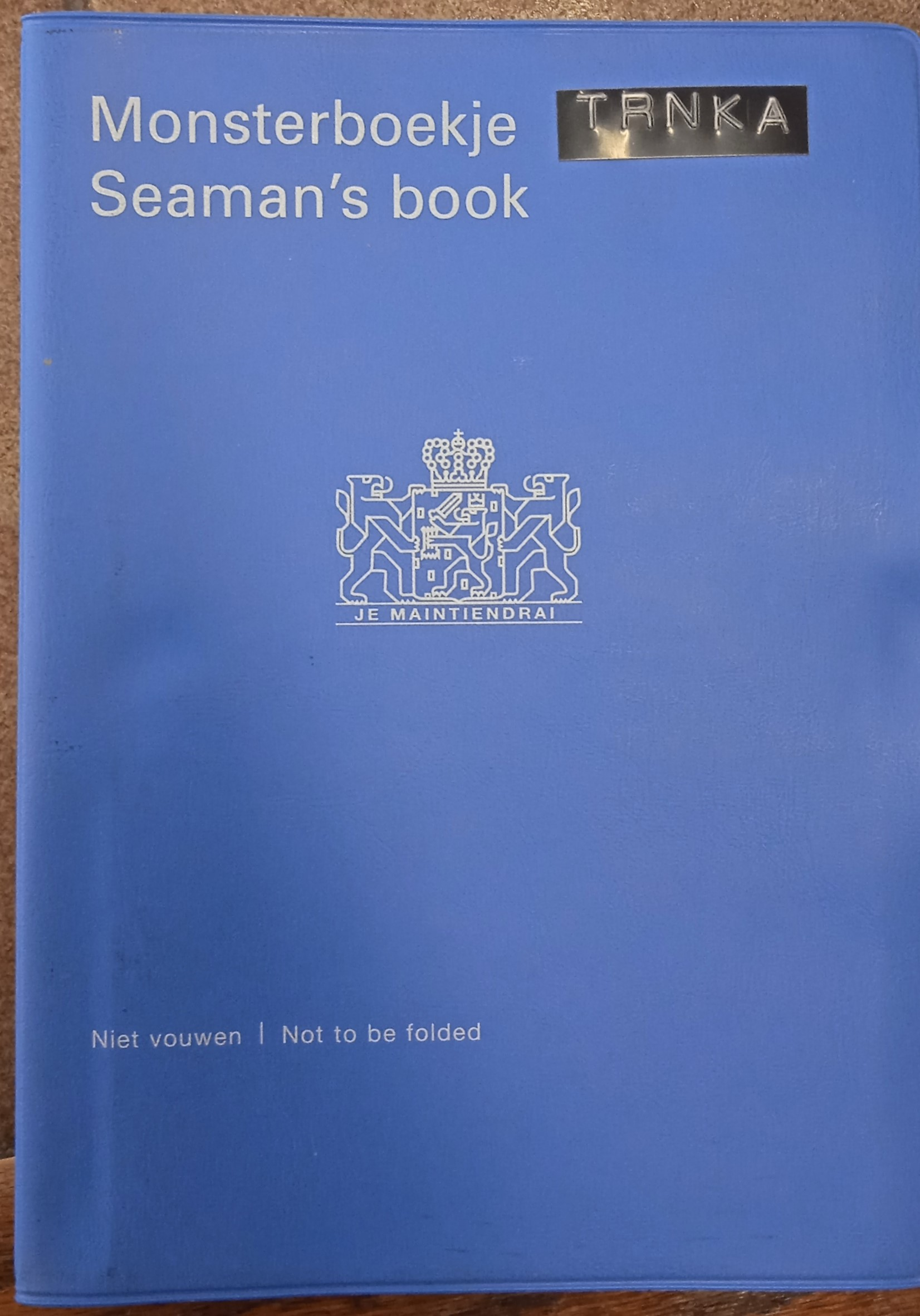
Nizozemská verze